# Bookmarks
A Bookmarks című album a skót származású Roddy Hart 2006-ban megjelent debütáló albuma. A lemez egyik érdekessége az, hogy a My Greatest Success és a Home című dalt, utóbbiból videóklip is készült, Kris Kristoffersonnal együtt adja elő. Kristofferson 2008-as angliai turnéján Roddy volt Kris előzenekara és több alkalommal is előadták közös dalaikat.

## Dalok
1. The Life and Times of Joseph Rowe (Roddy Hart) - 4:18
2. She Is All (Roddy Hart) - 3:46
3. Temperance of Peace (Roddy Hart) - 3:13
4. My Greatest Success, feat. Kris Kristofferson, (Roddy Hart) - 4:41
5. Flames (Roddy Hart) - 4:03
6. I Will Not Fear the Dark (Roddy Hart) - 2:45
7. Suffocate (Roddy Hart) - 4:38
8. Rain in December (Roddy Hart) - 4:48
9. Nothing Is Broken (Roddy Hart) - 4:37
10. One Thousand Lives (Roddy Hart) - 4:15
11. Time is a Thief (Roddy Hart) - 2:47
12. Home, feat. Kris Kristofferson, (Roddy Hart) - 5:08
13. Journey's End (Roddy Hart) - 4:54

## Munkatársak
- Roddy Hart - ének, akusztikus gitár, zongora, hammond orgona
- Kris Kristofferson - ének, akusztikus gitár, szájharmonika
- Paul Livingstone - elektromos gitár
- Geoff Martyn - zongora
- Seamus Simon - dob
- Stephen Douglas - dob
- Micheal McDaid - basszusgitár